# Haō Taikei Ryū Knight
Haō Taikei Ryū Knight (jap. 覇王大系リューナイト Haō Taikei Ryū Naito) ist ein Franchise aus Manga- und Anime-Serien aus den Jahren 1993 bis 1996. International wurde es bekannt als Lord of Lords Ryu Knight oder Lord of Lords: Dragon Knight.

## Inhalt
Der junge, mutige Adeu Warsam ist Pilot der Kampfmaschine Ryu Knight Zephyr. Er reist durch das Land, um seine Fähigkeiten mit denen anderer Ryus und deren Piloten zu messen und das Earth’s Blade zu finden, ein riesiges Schwert, mit dem man vom Boden den Himmel erreichen kann. Dabei wird er begleitet von Prinzessin Paffy Pafuricia und ihren beiden Beschützern, Priester Izumi und Ninja Sarutobi. Dabei tritt die Gruppe auch Übeltätern und Gefahren entgegen, die ihre Welt bedrohen.

## Veröffentlichungen

### Manga
Die Mangaserie erschien von 1993 bis 1995 im Magazin V Jump. Sie wurde gezeichnet von Takehiko Itō, das Konzept hatte Hiroyuki Hataike bereits zuvor für die später veröffentlichte Animeserie entwickelt. Der Verlag Shūeisha brachte die Kapitel auch gesammelt in drei Bänden heraus. Eine italienische Fassung erschien bei Planet Manga und eine chinesische bei Sharp Point Press.

### Fernsehserie
Die Anime-Fernsehserie entstand nach einem Konzept von Hiroyuki Hoshiyama, der auch die Drehbücher schrieb, bei Studio Sunrise. Bei den 52 Folgen führte Toshifumi Kawase Regie, während Mangazeichner Takehiko Itō sowohl an der Drehbucharbeit als auch an den Charakterdesigns beteiligt war. Kazuhiro Soeta arbeitete die Designs für die Animation auf und Hiroshi Katō fungierte als künstlerischer Leiter. Das mechanical Design entwarfen Junya Ishigaki und Kazunori Nakazawa, während die Tonarbeiten von Hideyuki Tanaka geleitet wurden und Koji Toki für die Kameraführung verantwortlich war. Als Produzenten fungierten Hideyuki Tomioka, Masakatsu Kozuru und Noriko Kobayashi. Die Serie wurde vom 5. April 1994 bis 28. März 1995 von TV Tokyo ausgestrahlt.
Noch während der Ausstrahlung der Fernsehserie begann deren Veröffentlichung auf Video. Auf jeder Kassette war eine weitere, im Fernsehen nicht ausgestrahlte Folge enthalten, die unter dem Titel Haō Taikei Ryū Knight: Adeu Legend eine neue Serie als Original Video Animation bildeten. Diese entstand ebenfalls bei Studio Sunrise, zunächst mit Masashi Ikeda als Regisseur und für die letzten Folge dann mit Tsukasa Dokite. Hauptautor war Katsuyuki Sumisawa. Die ersten 13 Folgen wurden vom 21. Juli 1994 bis zum 25. September 1995 herausgegeben. Ein zweiter Teil mit drei Episoden folgte am 18. Dezember 1995. Schließlich erschien die letzte Folge am 25. Mai 1996.

### Synchronisation
| Rolle           | Japanische Stimme  |
| --------------- | ------------------ |
| Adeu Warsam     | Hiro Yūki          |
| Hagu Hagu       | Ai Orikasa         |
| Paffy Pafuricia | Akiko Yajima       |
| Izumi           | Jūrōta Kosugi      |
| Galden          | Kōji Tsujitani     |
| Graches         | Ryotaro Okiayu     |
| Sarutobi        | Tomohiro Nishimura |
| Hittel          | Toshihiko Seki     |
| Tsukimi         | Yasunori Matsumoto |
| Kacche          | Yuko Nagashima     |

### Musik
Für die Fernsehserie wurde die Musik von Michiru Oshima und Toshihiko Sahashi komponiert. Die Lieder der beiden Vorspanne sind Good-bye Tears von Yumiko Takahashi und Run ~Kyō ga Kawaru Magic~ (RUN ～今日が変わるMagic～) von Hitomi Mieno. Für die Abspanne verwendet man Hitomi ni Diamond (瞳にDiamond) und Owaranai Natsu (終わらない季節[なつ]), beide von Hitomi Mieno.
Die Musik der OVA komponierten Keiichi Oku und Toshihiko Sahashi. Das Vorspannlied ist Kaze no Tsubasa (風の翼) von Hitomi Mieno und die beiden Abspanntitel sind Point 1 von Yumiko Takahashi und Yume ni Stay (夢にStay) von Hitomi Mieno.

### Videospiele
Das Videospiel Haō Taikei Ryū Knight: Lord of Paladin erschien am 22. Dezember 1994 bei Bandai. Das Rollenspiel wurde von Japan Art Media entwickelt.

## Rezeption
Laut der Anime Encyclopedia war die Serie zu ihrer Zeit beliebt und stellt eine Mischung aus Record of Lodoss War mit den bei Studio Sunrise damals häufigen Mecha-Elementen dar. Die Geschichte folge einem typischen Rollenspiel-Quest-Schema mit einem Held auf Reisen, der die Welt rettet. Die Beigabe von OVA-Folgen zur Video-Ausgabe der Fernsehserie sei ein cleverer Weg gewesen, mehr Käufer zu gewinnen.